# Знаменка (усадьба)
Знаменка (ранее также мыза Знаменская, Знаменская дача) — бывшая усадьба на Петергофской дороге (современный адрес — г. Петергоф, Санкт-Петербургское шоссе, 115). С запада прилегает парк «Александрия», с востока — усадьба «Михайловка». С севера ограничена Финским заливом, с юга — Петергофской дорогой. Занимает площадь 74 гектара. Территория парка относится также к государственному природному заказнику регионального значения Южное побережье Невской губы.

## Владельцы
- 1710 — стольник И. И. Ржевский
- 1755 — граф А. Г. Разумовский
- 1771 — граф К. Г. Разумовский
- 1787 — граф А. П. Шувалов
- генерал И. В. Мельгунов
- 1789 — сенатор П. В. Мятлев
- 1835 — императрица Александра Федоровна
- 1856 — великий князь Николай Николаевич Старший
- 1891 — великий князь Пётр Николаевич

После революции в усадьбе находились советские учреждения. С конца 1970-х годов, после послевоенной реставрации, в усадьбе до 2010 года располагался пансионат ГУП «Пассажиравтотранс». В 2010 году территория усадьбы была передана Управлению делами Президента, а пансионат закрыт.

## Постройки
При графе Алексее Разумовском в 1760—1770-х годах были сооружены двухэтажный дворец и церковь святых апостолов Петра и Павла. Церковь была возведена в 1771 году на месте старой деревянной (1722), проект в старину приписывался Растрелли. При сенаторе Мятлеве был надстроен третий этаж дворца. Сенатор был настолько привязан к имению, что купил ещё и другую усадьбу на Петергофской дороге, дав ей имя — Ново-Знаменка. В 1835 году у наследников Мятлева усадьбу приобрёл для своей супруги Николай I.
Перестройка дворца под руководством архитектора А. И. Штакеншнейдера началась при великом князе Николае Николаевиче. Были заново оформлены Греческий зал и Рафаэлиева галерея. В 1857—1859 годах дворец был ещё раз полностью перестроен по проекту архитектора Г. А. Боссе; на этот раз фасады и интерьеры были выполнены в стиле русского барокко. Одновременно (в 1853—1855) по проектам Боссе были построены конюшенный двор на 100 лошадей, кухонный корпус, дом смотрителя, оранжереи, два дома садовых мастеров, перестроена церковь. Церковь святых апостолов Петра и Павла была также частично перестроена в 1877 году. В 1867 году по проекту архитектора Н. Л. Бенуа на Петергофской дороге (ныне — Санкт‑Петербургское шоссе, дом 115, корпус 11, литер «А») была построена часовня преподобного Иосифа Песнописца творца канонов при Храме святых апостолов Петра и Павла.
Во время Великой Отечественной войны в Знаменке находились немецкие войска, усадьба пострадала и большей частью восстановлена лишь в 1970-х годах под руководством архитектора М. М. Плотникова. Однако относительно неплохо сохранившиеся конюшни, которые в 1970-е предполагалось передать разместившемуся в усадьбе пансионату, так и не были отреставрированы и постепенно разрушаются. Церковь Петра и Павла с часовней Иосифа Песнописца восстановлены были только в 1990-х годах.

## Парк
Знаменка представляет собой памятник садово-паркового искусства XVIII—XIX веков. Садовые мастера — Дж. Буш, Эрлер и другие. Парк разделяется на Верхний и Нижний сады. В посадках преобладают лиственные деревья. В Верхнем саду расположены Большой и Малый пруды.

## Галерея

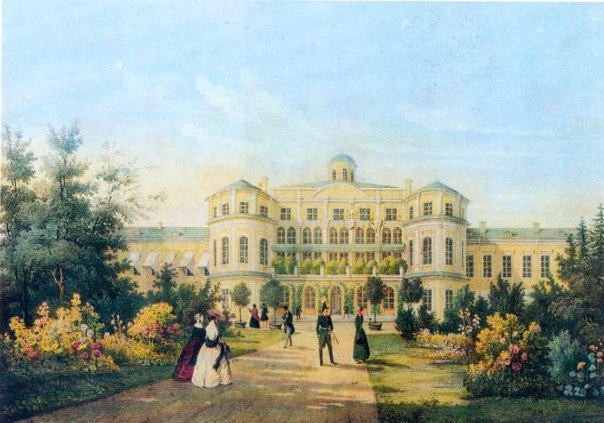
«Знаменский дворец близ Петергофа». Литография К. К. Шульца с оригинала И. И. Мейера. 1845.
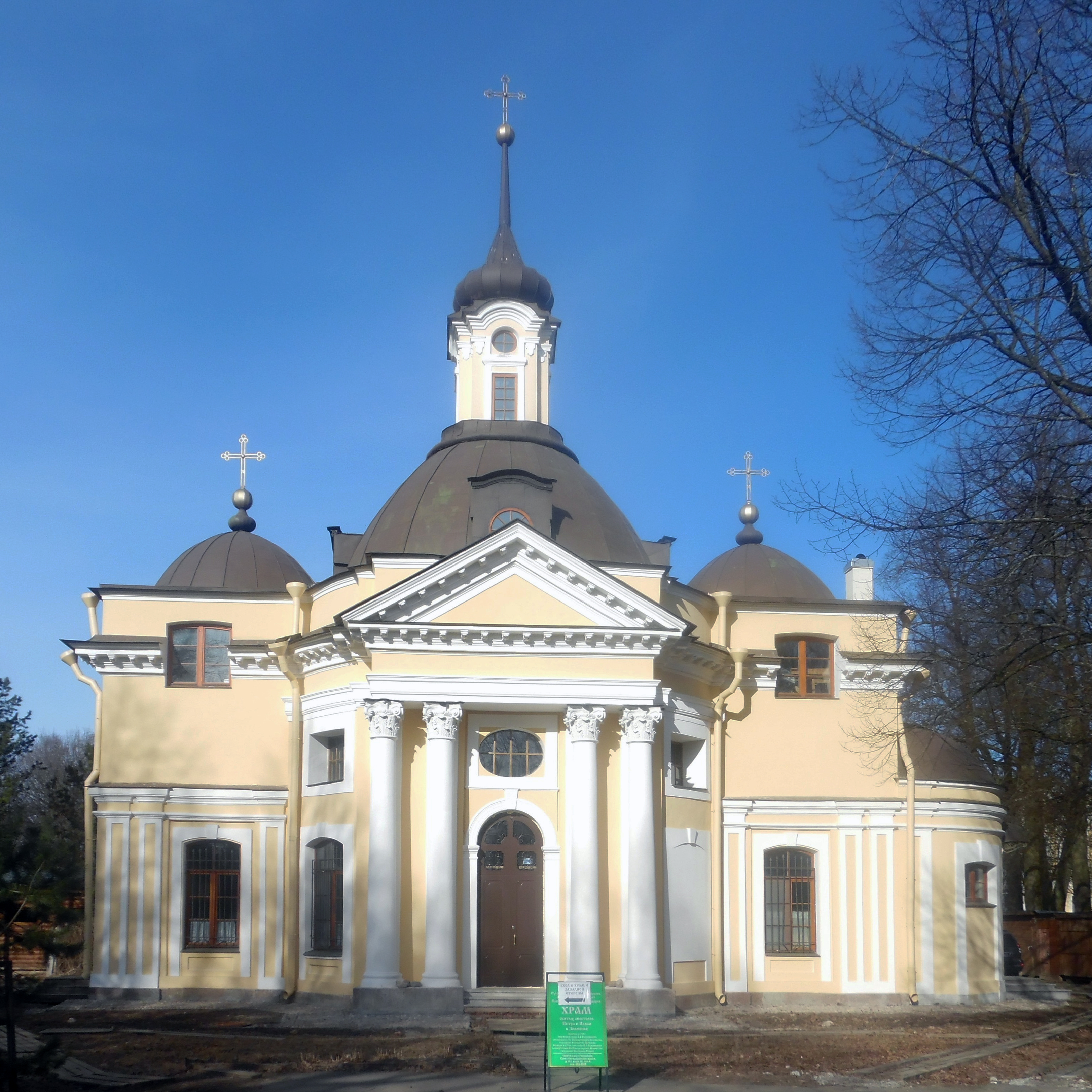
Церковь Петра и Павла, старейший из действующих храмов Петергофа
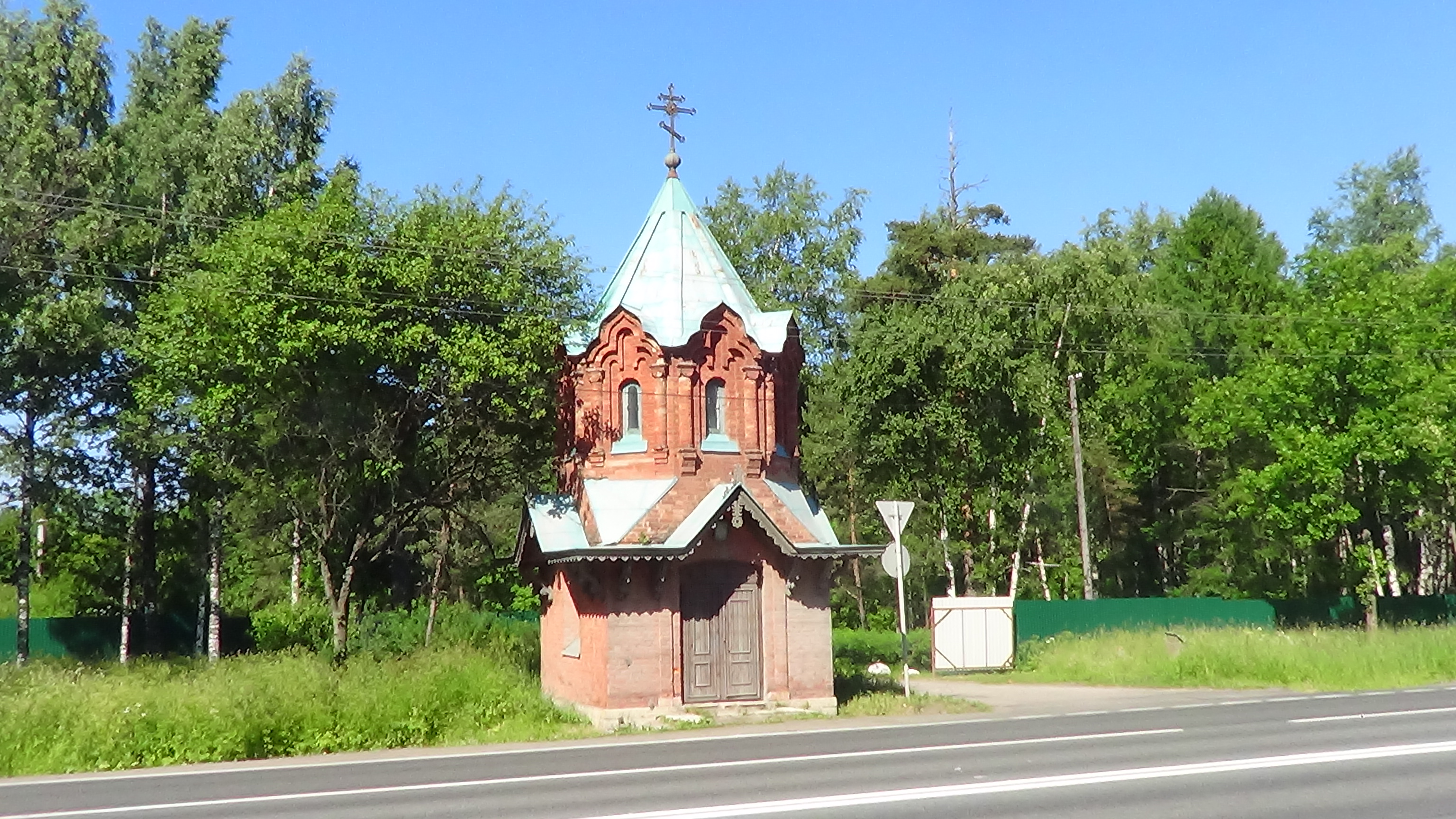
Часовня Иосифа Песнописца, июнь 2013
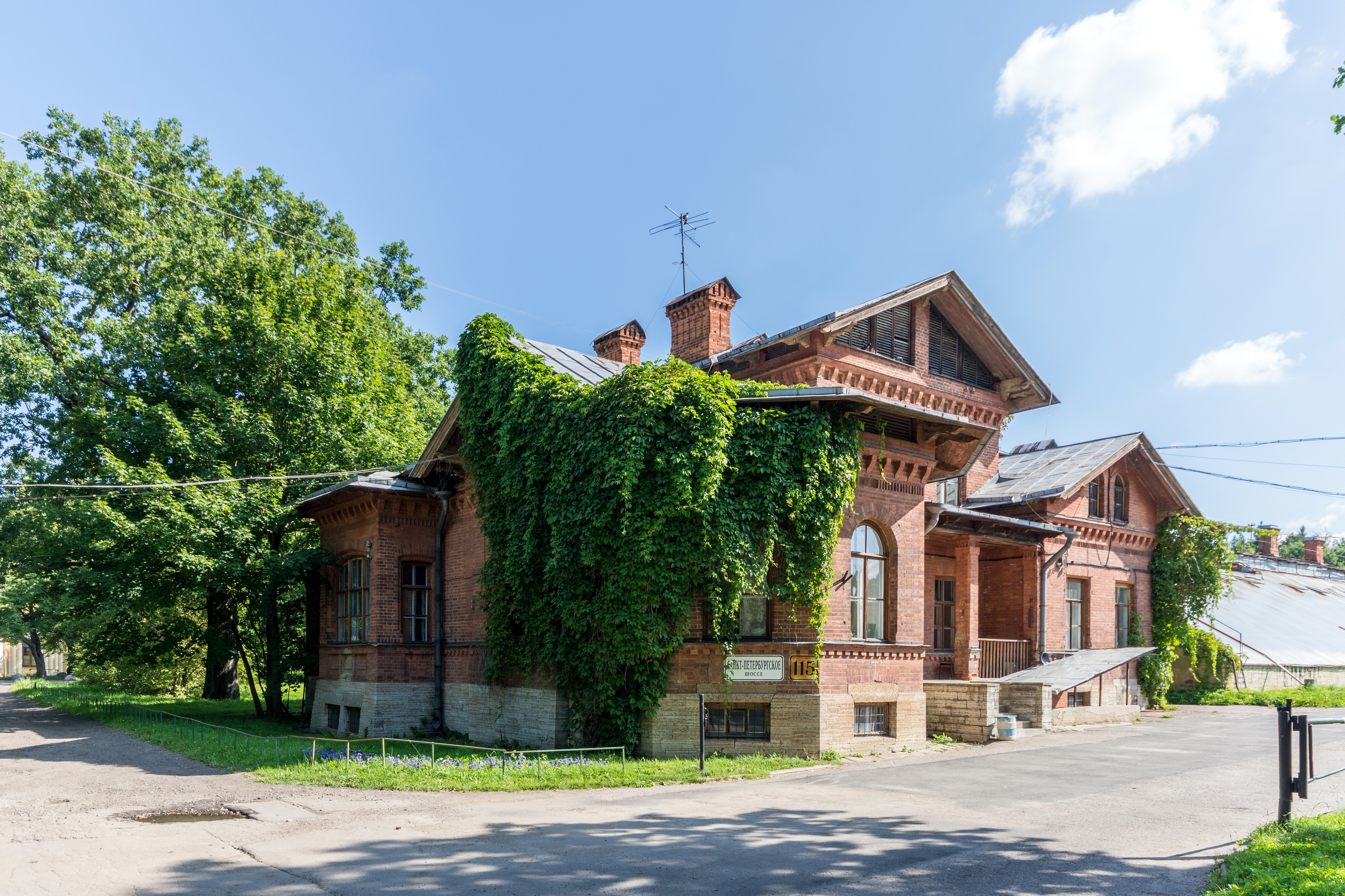
Дом садовых мастеров, август 2018
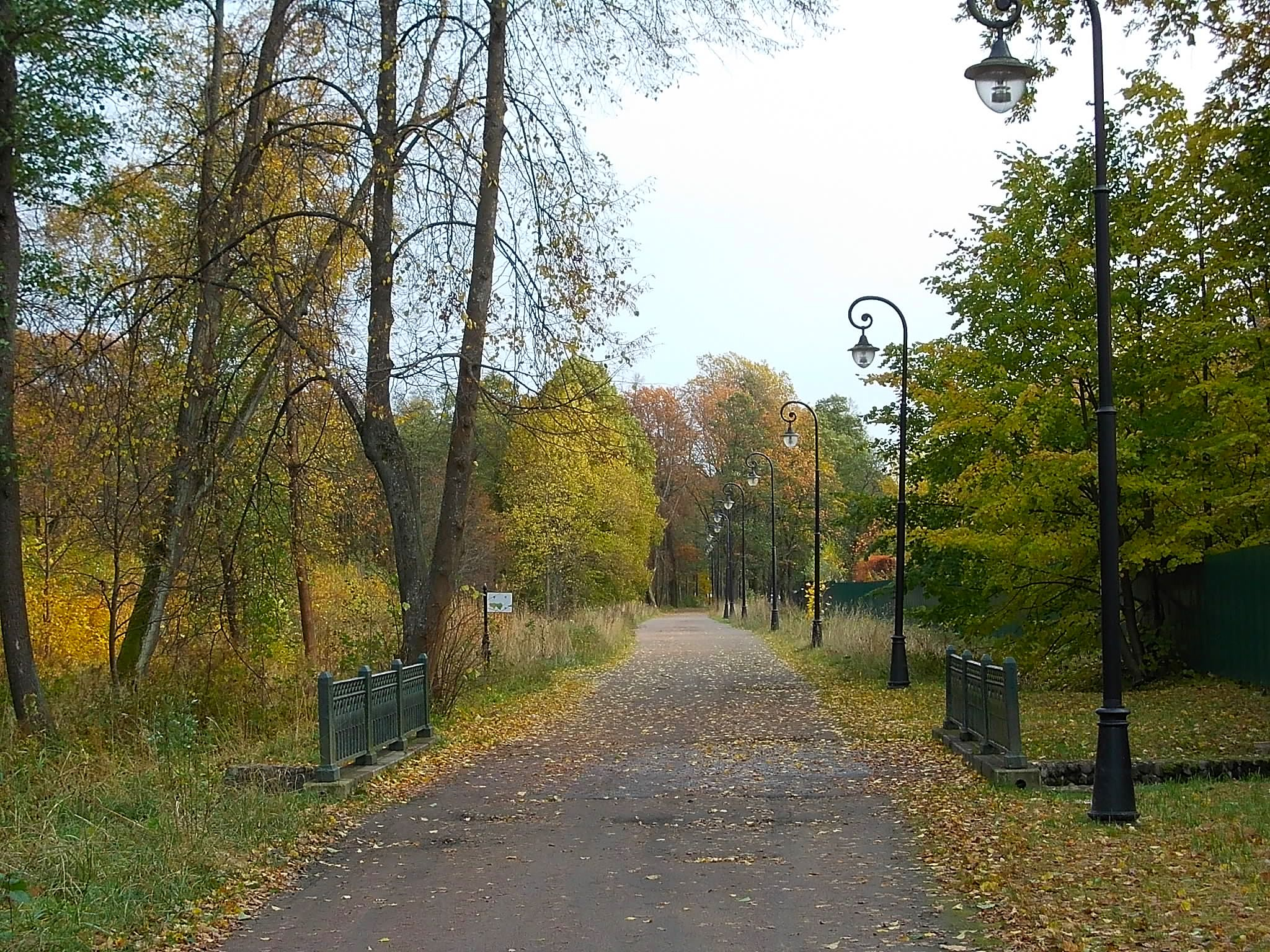
Нижняя дорога в парке Знаменка